# Thomas Munkelt
Thomas Munkelt, né le 3 août 1952 à Zedlitz, est un athlète est-allemand. Il a remporté le titre olympique sur 110 m haies aux Jeux olympiques d'été de 1980.

## Carrière sportive
Munkelt a dominé la scène européenne sur cette distance pendant les années 1970 et le début des années 1980. Aux Jeux olympiques d'été de 1976, il ne termina qu'à une décevante cinquième place.
À Prague en 1978, il obtint son premier titre international, battant le Polonais Jan Pusty et le Finlandais Arto Bryggare.
Son plus grand succès a été sa victoire aux Jeux olympiques de Moscou où il a gagné devant le cubain Alejandro Casañas. Avec le relais 4 × 100 m, il termina cinquième.
En 1982 à Athènes, il défend son titre européen avec succès puis obtient une médaille d'argent avec le relais 4 × 100 m. Il collectionna également les titres européens en salle. Lors des premiers championnats du monde, il finit au cinquième rang.
À l'annonce du boycott de la République démocratique allemande aux Jeux olympiques de Los Angeles, il arrêta sa carrière.

## Palmarès

### Jeux olympiques d'été
- Jeux olympiques d'été de 1976 à Montréal ( Canada)
  - 5e sur 110 m haies
- Jeux olympiques d'été de 1980 à Moscou ( Union soviétique)
  -  Médaille d'or sur 110 m haies
  - 5e en relais 4 × 100 m

### Championnats du monde d'athlétisme
- Championnats du monde d'athlétisme de 1983 à Helsinki ( Finlande)
  - 5e sur 110 m haies

### Championnats d'Europe d'athlétisme
- Championnats d'Europe d'athlétisme de 1974 à Rome ( Italie)
  - 4e sur 110 m haies
- Championnats d'Europe d'athlétisme de 1978 à Prague ( Tchécoslovaquie)
  -  Médaille d'or sur 110 m haies
- Championnats d'Europe d'athlétisme de 1982 à Athènes ( Grèce)
  -  Médaille d'or sur 110 m haies
  -  Médaille d'argent en relais 4 × 100 m

### Championnats d'Europe d'athlétisme en salle
- Championnats d'Europe d'athlétisme en salle de 1973 à Rotterdam ( Pays-Bas)
  -  Médaille de bronze sur 60 m haies
- Championnats d'Europe d'athlétisme en salle de 1977 à Saint-Sébastien ( Espagne)
  -  Médaille d'or sur 60 m haies
- Championnats d'Europe d'athlétisme en salle de 1978 à Milan ( Italie)
  -  Médaille d'or sur 60 m haies
- Championnats d'Europe d'athlétisme en salle de 1979 à Vienne ( Autriche)
  -  Médaille d'or sur 60 m haies
- Championnats d'Europe d'athlétisme en salle de 1983 à Budapest ( Hongrie)
  -  Médaille d'or sur 60 m haies

## Records
| Épreuve            | Performance | Lieu     | Date            |
| ------------------ | ----------- | -------- | --------------- |
| 110 m haies        | 13 s 37     | Helsinki | 14 août 1977    |
| 50 m haies (salle) | 6 s 45      | Ottawa   | 10 février 1979 |
| 60 m haies (salle) | 7 s 48      | Budapest | 6 mars 1983     |